# Imo Moszkowicz
Imo Moszkowicz (* 27. Juli 1925 in Ahlen, Münsterland; † 11. Januar 2011 in München) war ein deutscher Schauspieler, Regisseur und Schriftsteller.

## Leben

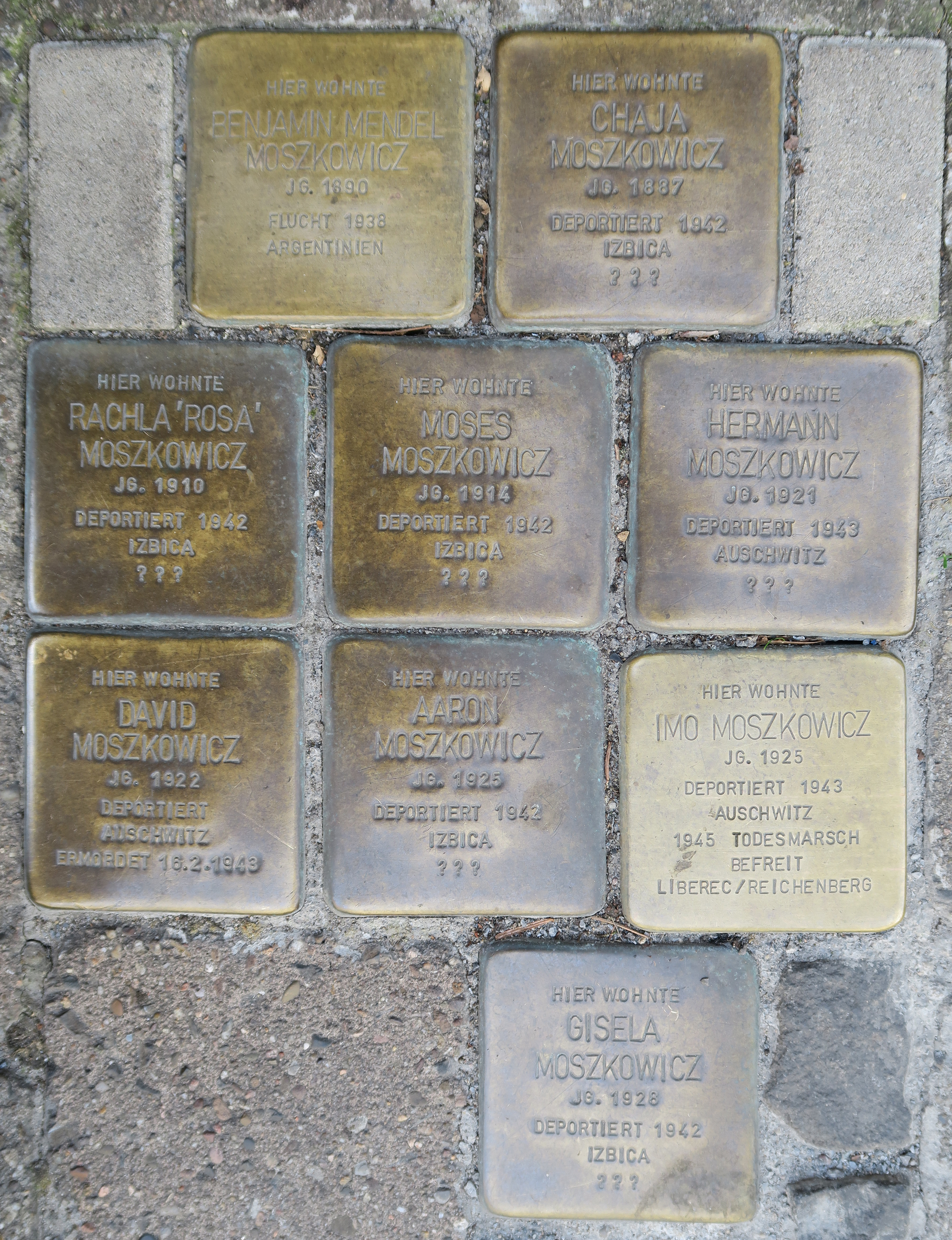
Stolpersteine für Mitglieder der Familie Moszkowicz (Klosterstraße in Ahlen)

Imo Moszkowicz wurde als Sohn eines russisch-jüdischen Schuhmachers, der als Kriegsgefangener während des Ersten Weltkrieges im Münsterland geblieben war, in Ahlen geboren. Er hatte sechs Geschwister. Seine Schulausbildung erhielt er an der jüdischen Schule in Ahlen. Der Vater emigrierte nach Argentinien. Es gelang ihm nicht mehr, seine Familie nachkommen zu lassen. Nach den Novemberpogromen 1938 wurde die Familie aus Ahlen vertrieben und musste nach Essen umsiedeln. Seine Mutter, die beiden Schwestern, sein Zwillingsbruder und sein ältester Bruder wurden am 21. April 1942 nach Izbica deportiert. Sein Bruder David wurde wegen eines unerlaubten Kinobesuches im Oktober 1942 nach Auschwitz deportiert und dort auf der Rampe erschossen. Imo und sein Bruder Hermann wurden von Dortmund am 1. März 1943 ins Konzentrationslager Auschwitz deportiert. Auf der Rampe verlor er seinen Bruder aus den Augen. Imo wurde zur Zwangsarbeit für die Buna-Werke ins KZ Monowitz verschleppt. Am 17. Januar 1945 marschierte er mit auf dem Todesmarsch, bis er im Mai 1945 in der Nähe von Liberec (Reichenberg) durch die Rote Armee befreit wurde. Er kehrte in seine Heimatstadt Ahlen zurück.
An der Jungen Bühne in Warendorf erhielt er sein erstes Engagement, das Westfalentheater in Gütersloh war die nächste Station. Nach der Schauspielschule wurde Imo Moszkowicz Regieassistent von Gustaf Gründgens am Düsseldorfer Schauspielhaus und von Fritz Kortner am Berliner Schillertheater. Als Regisseur und Schauspieler war er in Santiago de Chile an den dortigen Deutschen Kammerspielen tätig, später an der Habimah in Tel Aviv und – mit über 100 Inszenierungen – an fast allen großen Bühnen im deutschsprachigen Raum, u. a. am Opernhaus Zürich, am Münchner Gärtnerplatztheater, an der Oper Frankfurt und am Grazer Opernhaus. Er war zudem Intendant der Kreuzgangspiele Feuchtwangen. Daneben führte er in über 200 Fernsehfilmen und -serien Regie. Als Gastprofessor lehrte er am Max Reinhardt Seminar Wien, am Mozarteum Salzburg sowie an der Universität für Musik und darstellende Kunst Graz.
Imo Moszkowicz war verheiratet und hatte zwei Kinder. Seine Frau Renate war die Tochter des steirischen NSDAP-Politikers und Gauhauptmanns Armin Dadieu. Sein Sohn Martin Moszkowicz ist als Filmproduzent tätig, seine Tochter Daniela Dadieu-Ebenbauer lebt als freie Schauspielerin und Mediatorin in Wien und München und hat zwei Kinder.

## Auszeichnungen
- 1991: Großes Verdienstkreuz des Verdienstordens der Bundesrepublik Deutschland
- 1995: Bayerischer Fernsehpreis für beste Regie
- 2002: Scopus Award der Hebräischen Universität Jerusalem
- 2003: Oberbayerischer Kulturpreis
- 2006: Ehrenbürgerwürde der Stadt Ahlen
- 2006: Ehrenmitglied des BVR Bundesverband der Film- und Fernsehregisseure

## Filmografie als Regisseur (Auswahl)
- 1957: Tooooor
- 1958: Die Frau des Fotografen
- 1958: Tageszeiten der Liebe
- 1959: Mein Freund Harvey
- 1962: Max, der Taschendieb
- 1962: Straße der Verheißung
- 1963: Es war mir ein Vergnügen
- 1964: Ein Leben lang
- 1964: Sie werden sterben, Sire
- 1964: Marie Octobre
- 1965: Ninotschka
- 1966: Die Donau Geschichten (Serie)
- 1966: Der Ritter vom Mirakel
- 1966: Jeanne oder Die Lerche
- 1966: Die seltsamen Methoden des Franz Josef Wanninger (6 Episoden)
- 1966: Stoppt die Welt – Ich möchte aussteigen
- 1968: Graf Yoster gibt sich die Ehre (6 Episoden)
- 1969: Sie schreiben mit (TV-Serie, Folge: Der goldene Kompass)
- 1969: Pater Brown (Fernsehserie, 12 Folgen)
- 1972: Esther Ofarim in Israel (TV Show)
- 1972: Sonderdezernat K1 (TV-Serie, Folge: Mord im Dreivierteltakt)
- 1973: Wenn ihr wollt, ist es kein Märchen
- 1974: Kli-Kla-Klawitter (Serie)
- 1974: Unter einem Dach (Serie, mehrere Folgen)
- 1980: Grenzfälle (TV-Film)
- 1981: Tatort: Das Lederherz
- 1982: Ein Winter auf Mallorca
- 1982: Kalkstein (TV-Film)
- 1984: Weltuntergang (Fernsehfilm)
- 1985: Der kleine Riese
- 1994: Zwei an der Strippe
- 1995: Über Kreuz
- 1999: Pumuckls Abenteuer

## Bücher
- Der grauende Morgen. Boer, München 1996, ISBN 3-924963-77-0; Taschenbuchausgabe: Droemer Knaur (Knaur-Taschenbuch 6071), München 1998, ISBN 3-426-60761-1; Neuausgabe mit einem Geleitwort von Hans Werner Gummersbach und Diethard Aschoff (= Geschichte und Leben der Juden in Westfalen, Bd. 6). Lit, Münster 2004, ISBN 3-8258-6754-4; Erinnerungen. 4., überarb. und erw. Neuauflage, hg. von Iris Nölle-Hornkamp (= Veröffentlichungen aus dem Projekt Jüdische Schriftstellerinnen und Schriftsteller aus Westfalen). Mentis, Paderborn 2008, ISBN 978-3-89785-430-7.
- Zauberflötenzauber. Reflexionen eines Regisseurs, hg. von Iris Nölle-Hornkamp. Mentis, Paderborn 2005, ISBN 3-89785-425-2; 2. Aufl. ebd. 2006, ISBN 3-89785-426-0.
- Schlussklappe. Ein Protokoll von Hoffnung und Verzagen. Mentis, Paderborn 2007, ISBN 978-3-89785-427-7.

## Tonträger
- „Immer lebe ich in diesem Missverhältnis …“. Einblicke in Leben und Werk des Regisseurs und Autors Imo Moszkowicz. Idee und Konzeption: Iris Nölle-Hornkamp. Gestaltung der Lesung: Imo Moszkowicz. (Tonzeugnisse zur westfälischen Literatur. 6.) Landschaftsverband Westfalen-Lippe, Münster 2006, ISBN 3-923432-50-X.
- Perlen deutscher Dichtung Schiller/Goethe Literarische Klangwanderungen <faszination hören>, ISBN 3-939420-06-9.
- Über wackelige Stege – Erinnerungen an Ahlen. Geschrieben und gelesen von Imo Moszkowicz, Musikalische Akzente von Marius Ungureanu. Hg. von Iris Nölle-Hornkamp. Mentis, Paderborn 2007, ISBN 978-3-89785-428-4.
- Heinrich Heine, gelesen von Daniela Dadieu und I.M. <faszination hören>, ISBN 978-3-939420-10-1.
- Von jüdischen Dichtern und Denkern. Mentis, Paderborn 2007, ISBN 978-3-89785-429-1.

## DVD
- Leben ohne Hass, Dokumentarfilm über Imo Moszkowicz, 55 Minuten, Tacker Film, 2008